# Typhlops sulcatus
Typhlops sulcatus är en ormart som beskrevs av Cope 1868. Typhlops sulcatus ingår i släktet Typhlops och familjen maskormar. Inga underarter finns listade i Catalogue of Life.
Denna orm förekommer på södra Hispaniola och på tillhörande öar. Den lever i låglandet och i kulliga områden upp till 400 meter över havet. Individerna vistas i torra buskskogar, i gräsmarker och på odlingsmark. Honor lägger ägg.
Beståndet hotas av svedjebruk. IUCN kategoriserar arten globalt som nära hotad.